# Thérèse Marney
Pour les articles homonymes, voir Marney.
Thérèse Marney, née Thérèse Hélène Lucie Marodon le 8 juillet 1927 à Paris 17e et morte le 9 janvier 1968 à Suresnes, est une actrice française qui a été sociétaire de la Comédie-Française. 

## Carrière à la Comédie-Française
Elle était la fille de Germaine Rouer, elle-même sociétaire de la Comédie-Française, et du réalisateur Pierre Marodon.
- Entrée à la Comédie-Française en 1945
- Sociétaire en 1956
- Décédée en 1968
- 428e sociétaire

- 1945 : Antoine et Cléopâtre de William Shakespeare, mise en scène Jean-Louis Barrault
- 1947 : Ruy Blas, Victor Hugo, mise en scène Pierre Dux, Comédie-Française
- 1949 : Suréna de Corneille, mise en scène Maurice Escande
- 1951 : Madame Sans-Gêne de Victorien Sardou, mise en scène Georges Chamarat
- 1952 : Hernani de Victor Hugo, mise en scène Henri Rollan
- 1955 : Suréna de Corneille, mise en scène Maurice Escande
- 1960 : Polyeucte de Corneille, mise en scène Jean Marchat
- 1962 : La Troupe du Roy, Hommage à Molière, mise en scène Paul-Émile Deiber
- 1962 : La Fourmi dans le corps de Jacques Audiberti, mise en scène André Barsacq
- 1963 : La Mort de Pompée de Corneille, mise en scène Jean Marchat
- 1965 : Suréna de Corneille, mise en scène Maurice Escande
- 1965 : Polyeucte de Corneille, mise en scène Jean Marchat
- 1965 : La Rabouilleuse d'Émile Fabre d'après Honoré de Balzac, mise en scène Paul-Émile Deiber
- 1966 : Le Jeu de l'amour et de la mort de Romain Rolland, mise en scène Jean Marchat

## HorsComédie-Française
- 1958 : La Mort de Pompée de Corneille, mise en scène Jean Serge, Festival Corneille, Barentin

## Cinéma
- 1946 : L'Homme au chapeau rond de Pierre Billon : Clotilde Zakhlebinina